# World RX de Turquía
Nació el 6 de marzo de 1987 en la ciudad de Lima.

## Ganadores
| 2014 | Toomas Heikkinen | Timmy Hansen    | Timmy Hansen    | Timmy Hansen    | Timmy Hansen     | Toomas Heikkinen | Andreas Bakkerud |
| 2015 | Timmy Hansen     | Mattias Ekström | Mattias Ekström | Mattias Ekström | Andreas Bakkerud | Timmy Hansen     | Timmy Hansen     |